# Sukhadhik
Sukhadhik (en népalais : सुकाढिक) est un comité de développement villageois du Népal situé dans le district de Mugu. Au recensement de 2011, il comptait 2 871 habitants.